# آنتتزامبارو
آنتتزامبارو (به لاتین: Antetezambaro) یک منطقهٔ مسکونی در ماداگاسکار است که در توآماسینا دوم واقع شده‌است. آنتتزامبارو ۱۸٬۶۲۷ نفر جمعیت دارد و ۱۲ متر بالاتر از سطح دریا واقع شده‌است.